# 阿尔克里亚德拉孔德萨
阿尔克里亚德拉孔德萨，是西班牙巴伦西亚自治区巴伦西亚省的一个市镇。总面积2平方公里，总人口1421人（2001年），人口密度711人/平方公里。